# Joe Eszterhas
Joe Eszterhas, właściwie József A. Eszterhás (ur. 23 listopada 1944 w Csákánydoroszló na Węgrzech) – amerykański scenarzysta węgierskiego pochodzenia, znany głównie jako autor scenariusza Nagiego instynktu.

## Biografia
Urodził się 23 listopada 1944 roku we wsi Csákánydoroszló w Królestwie Węgier, kiedy jego rodzice ewakuowali się z Budapesztu przed Armią Czerwoną. Jego ojciec István Eszterhás był węgierskim pisarzem i publicystą, udzielającym się także politycznie po stronie węgierskiego rządu profaszystowskiego. Po zakończeniu II wojny światowej jego rodzina przebywała w obozach dla uchodźców w Austrii.
W 1950 roku razem z rodzicami wyemigrował do Stanów Zjednoczonych i zamieszkał w Clevelandzie w stanie Ohio. Po ukończeniu studiów na Uniwersytecie Ohio pracował jako reporter kryminalny w gazecie Cleveland Plain Dealer. Po przenosinach do San Francisco na początku lat 70. pracował w tygodniku Rolling Stone. Zaczął też pisać książki, z których Charlie Sipson's Apocalypse była nominowana do nagrody National Book Award, kiedy w 1974 roku otrzymał propozycję pisania scenariuszy filmowych. 
Jako scenarzysta debiutował filmem F.I.S.T. (1978), dramatem o tematyce związkowej w reżyserii Normana Jewisona. Film nie odniósł dużego sukcesu finansowego, ale przyniósł Eszterhasowi uznanie w branży, a przy tym zainteresowanie prasy popularnej z powodu jego konfliktu z odtwórcą głównej roli Sylvestrem Stallonem, który wniósł niewielkie zmiany i ostatecznie został dopisany jako współscenarzysta. Scenariusz przyniósł Eszterhasowi 80 tysięcy dolarów, lecz późniejsza adaptacja książkowa, na mocy ugody z wytwórnią, 240 tysięcy. Wkrótce potem Eszterhas sprzedał scenariusz City Hall jego współautorstwa (ostatecznie niezrealizowany) wytwórni Warner Bros. za 500 tysięcy dolarów, co było wówczas rekordową sumą za scenariusz napisany nie na zamówienie. Sukces finansowy przyniósł film Flashdance (1983) według scenariusza poprawionego przez Eszterhasa.
Najsłynniejszym filmem według scenariusza Eszterhasa stał się Nagi instynkt z 1992 roku (sam Eszterhas jednak przyznawał, że najbardziej znana scena z przesłuchania postaci granej przez Sharon Stone, kiedy nie ma ona na sobie bielizny, była pomysłem reżysera Paula Verhoevena). Duży sukces komercyjny odniósł również Sliver (1993).
Eszterhas stał się jednym z pierwszych szeroko znanych i wpływowych scenarzystów w amerykańskim przemyśle filmowym; umieszczony jako 78. na liście 100 najbardziej wpływowych osób w Hollywood przez magazyn Premiere. Na początku lat 90. był uznawany za najlepiej opłacanego scenarzystę w historii Hollywood. Znany był z bezkompromisowości w obronie swoich wersji scenariuszy. Osiągnął status zbliżony do celebryty, połączony z zainteresowaniem, ale także ostrą krytyką ze strony prasy, czemu sprzyjały sumy negocjowanych przez niego kontraktów oraz kontrowersyjne wypowiedzi i bezceremonialne zachowanie, w tym publiczne konflikty z ludźmi branży filmowej i wytwórniami.
W 1995 roku dwa filmy według scenariuszy Eszterhasa, Showgirls i Jade, odnotowały spektakularne porażki, przy czym w drugim przypadku scenariusz został zmieniony wbrew wizji autora. Uznanie krytyków zdobył natomiast niskobudżetowy film według jego scenariusza Jak kłamać w Ameryce (1997), oparty na dorastaniu autora jako imigranckiego dziecka. Kolejna komedia jego autorstwa Spalić Hollywood (1998), będąca satyrą na amerykański przemysł filmowy w konwencji mockumentu, została uznana powszechnie za zły film i nominowana do antynagród Złotych Malin.
W 2004 roku napisał skandalizującą autobiografię opisującą swoje życie na tle przemysłu filmowego Hollywood: Hollywoodzkie zwierzę.

## Życie osobiste
Był żonaty przez 24 lata z Gerri Javor (pochodzenia afroamerykańskiego), z którą mieli dwoje dzieci, Suzie i Steve′a. Mieszkał przez kilkanaście lat z rodziną poza Hollywood, w hrabstwie Marin. W 1994 roku rozwiódł się z żoną i ożenił z Naomi Macdonald (z d. Baka, pochodzenia polsko-włoskiego), z którą następnie mieli czworo synów. Zamieszkali następnie w Malibu. 
W marcu 2001 roku opuścił Californię i przeniósł się z rodziną do Clevelandu. W tym samym czasie też zdiagnozowano u niego raka krtani (według niego samego, codziennie od 12. roku życia palił papierosy, a od 14. roku życia spożywał alkohol). Operacyjne usunięcie nowotworu i rehabilitacja powiodły się, mimo usunięcia większości krtani, po czym Eszterhas stał się wrogiem palenia tytoniu i apelował o zaprzestanie promocji palenia przez pokazywanie go w filmach, przyznając że także on ponosi za to odpowiedzialność. Stał się też wówczas religijny.
W 1990 roku dowiedział się, że jego ojciec podczas II wojny światowej pracował w ministerstwie propagandy węgierskiego rządu profaszystowskiego i od lat 30. publikował antysemickie treści, co ukrył składając zgłoszenie imigracyjne. W związku z tym prowadzone było postępowanie przez Biuro Dochodzeń Specjalnych Departamentu Sprawiedliwości pod kątem deportacji jego ojca na Węgry pod zarzutem udziału w zbrodniach wojennych, lecz z uwagi na pozycję Joe Eszterhasa i jego zaangażowanie w tworzenie filmów dotyczących antysemityzmu, nie doszło do deportacji ani formalnego oskarżenia w USA. Kilka lat przed tym Joe Eszterhas, nie wiedząc o przeszłości ojca, napisał scenariusz filmu Pozytywka (1989), opisujący podobną sytuację oskarżenia węgierskiego emigranta po latach o zbrodnie wojenne.